# Hans Barreth
Hans Barreth est un architecte et urbaniste danois né le 11 avril 1942 à Copenhague, actif en France, en Afrique et au Moyen-Orient et installé à Mougins (Alpes-Maritimes). Son style est moderniste et contemporain.

« Les deux villas que Hans Barreth a édifié à Cannes pour la famille royale saoudienne évoquent une oasis de calme et de fraîcheur. Des palmiers en béton revêtus de laque blanche et sertis de menuiseries dorées jaillissent d'une trame très stricte »

— Jean-Philippe Zipper, Frédéric Bekas, Architectures vitalistes : 1950-1980

## Formation
Après des études secondaires au Danemark, Hans Barreth s'inscrit en 1959 à l'École polytechnique fédérale de Lausanne où il obtient son diplôme d'architecte en 1968 en sortant major de sa promotion. Dans le même temps il finance ses études par un emploi de dessinateur dans le cabinet de Raymond Lopez (grand prix de Rome) à Paris. Il découvre l'architecture des pays scandinaves auprès du finlandais Alvar Aalto et du danois Tage Nielsen avec lequel il fait ses premières armes en construisant des maisons de pêcheurs et des écoles et en participant à l'agrandissement de l'hôpital de Nuuk au Groenland. Il voyage également en Californie et au Mexique à la découverte de la culture Maya.

## Carrière
De 1968 à 1970 il est architecte en chef du cabinet d'Eugène Lizero à Cannes, avec lequel il est associé de 1970 à 1974. Ils aménagent ensemble des villas du patrimoine balnéaire de Cannes et construisent de nouveaux immeubles de logements avec leurs équipements commerciaux à Cannes, Mandelieu-la-Napoule, Le Cannet ou Vallauris et réalisent également des projets en Afrique : immeubles résidentiels, commerces, supermarchés, hôtels, écoles, aéroport etc. En 1975, il crée son propre cabinet d'architecture puis en 1994 une société de promotion immobilière à Mougins. De 2004 à 2008 il réalise des projets en France, en Égypte, en Arabie saoudite, en Corée et en Espagne. Son style est moderniste et contemporain.

### Patrimoine balnéaire de Cannes
En 1969 ou 1973 selon les sources la Villa des Fleurs puis Solignac construite à la fin du XIXe siècle au 39 avenue du Roi-Albert-1er dans le quartier de la Californie à Cannes est remplacée par les vingt-deux logements de la Résidence Hinata réalisée par Hans Barreth en qualité d'associé du cabinet d'architecture d'Eugène Lizero et constituée par un immeuble de quatre étages en haut du terrain, deux immeubles de 2 étages aux balcons et au toit-terrasse végétalisé et une construction en rez-de-chaussée entourant la piscine et construits à l'emplacement des serres implantées sur les 8 000 mètres carrés du jardin précédemment destiné à la culture des fleurs,,. En 1971, il construit avec son associé Eugène Lizero les soixante-dix appartements en gradins avec jardins des deux immeubles de quatre étages constituant la Résidence Le Camarat au 77 du boulevard Leader dans le quartier de la Croix-des-Gardes,,, signalée comme caractéristique de l'architecture des Trente Glorieuses. 
La Villa Mariposa érigée en 1878 au 56 et 58 avenue du Roi-Albert-1er à Super-Cannes est démolie et remplacée par les dix-huit appartements de la résidence de grand standing construite en 1973 pour le promoteur immobilier Gabriel Harrison par Hans Barreth et Eugène Lizero, sur un projet de Sir Basil Spence qui a choisi le cabinet Lizero comme consultant en France. L'ensemble est constitué d'immeubles sur plans carrés décalés de deux et trois étages entourés de balcons et complétés par une piscine installée sur la terrasse de la partie est. Le jardin de l'ancienne villa est reconfiguré tout en conservant certaines plantations. Une piscine est aménagée sur la toiture du local technique remplaçant les anciennes serres,,.
Vers 1978-1979, il réalise, en collaboration avec Bernard Zemb, autre architecte cannois, les cent-soixante appartements de la résidence du Parc ou des Jardins de la Croisette, immeuble de huit étages donnant 16 à 20 rue Pasteur, 17 à 19 rue du Canada et 1 à 9 rue Rouaze dans le quartier du Centre-ville,,. En 1980, il remplace par l'immeuble Appolo la maison dite villa Duchapt, puis chalet Passiflora, construite vers 1870 puis acquise successivement par sir Stuart Coats (en) puis par un armateur du nom de Goukassov au 4 à 8 avenue de la Californie dans le quartier du même nom. En 1981, il construit 14 à 24 chemin des Collines, toujours dans le quartier de la Californie, les Villas Tosca, deux maisons jumelles de style mauresque. 

### Autres immeubles de logements
Vers 1968, il est le nouvel architecte du cabinet d'Eugène Lizero avec lequel il construit les deux-cents logements sociaux de la résidence des Impiniers dans une série d'immeubles de trois étages, avenue Henri Barbusse à Vallauris,. Ils construisent encore ensemble, en 1969, cinquante logements dans l'immeuble de cinq étages de la résidence des Santons, au 195 avenue Janvier Passero à Mandelieu-la-Napoule,, soixante-douze appartements sur les six étages de la résidence Eden Park, au 35 de l'avenue du Docteur-Raymond-Picaud dans le quartier de la Croix-des-Gardes à Cannes, ; en 1970, les cent-dix-huit logements sociaux de la résidence Le Fournas, série d'immeubles de cinq étages, à l'angle de l'avenue Pablo Picasso (n° 25) et de l'avenue des Martyrs de la Résistance à Vallauris,, les quatre-cent-quinze appartements répartis dans les trois tours de treize étages et les deux immeubles de cinq étages de la résidence des Jardins de l'étoile complétée par des équipements commerciaux, 44 avenue Franklin Roosevelt au Cannet, ; en 1971, les trois-cent-trente-deux appartements répartis dans les trois tours de treize étages et les vingt-et-un immeubles de six étages de la résidence des Mirandoles, 69 chemin de l'Aubarède au Cannet,, l'immeuble de huit étages de la résidence Antarès abritant cinquante appartements et des commerces à l'angle de la rue d'Antibes (n° 136) et de la rue de Lérins à Cannes,.

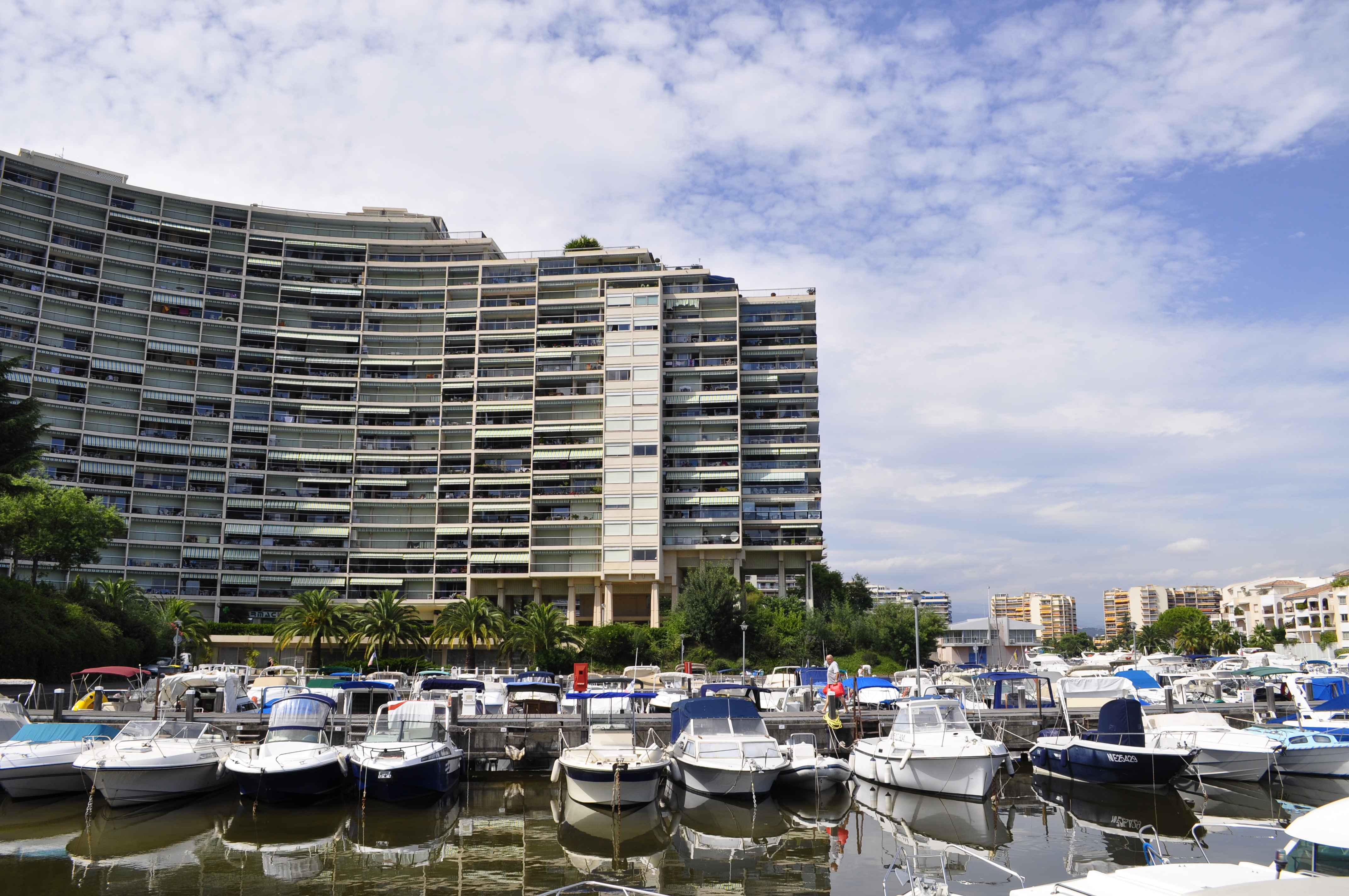
Cannes Marina

Vers 1972, toujours avec Eugène Lizero, il réalise les cent-cinquante appartements de la résidence Ithaque dans l'immeuble de cinq étages s'étirant du 20 au 32 de la rue René Dunan dans le quartier de La Bocca à Cannes,, puis vers 1974 encore cent-cinquante logements dans les trois immeubles arrondis de quatre étages du parc Penh Chai, boulevard de l'Olivetum au Cannet, ; vers 1975, neuf appartements dans l'immeuble de quatre étages de la résidence Eden Palm, 11 avenue du Maréchal Kœnig dans le quartier de la Californie,, quatre-vingt-dix appartements dans l'immeuble de sept étages de la résidence Apollo au numéro 30 de la même rue,, les quatre-vingt-dix logements, commerces et restaurants de l'immeuble de huit étages de la résidence Centre Croisette (ex résidence Saint-Michel) au 54 boulevard de la Croisette, et les trois-cent-vingt-cinq logements de la résidence La Licorne répartis dans l'immeuble de neuf étages aux formes courbes qui accueille également un hôtel, un théâtre et la mairie annexe du quartier de La Bocca, au 23 avenue Francis Tonner à Cannes,. 1975 est l'année de la réalisation avec Hans Barreth, du complexe de Cannes Marina à Mandelieu-la-Napoule, retenu comme patrimoine architectural des Trente Glorieuses, avec la construction, avenue de la Marine royale, des immeubles Le Surcouf, Le Concorde et Le Suffren, de respectivement dix-sept, seize et treize étages disposés en arc de cercle autour d'une piscine implantée dans un parc arboré face au port de la marina et enfin, avenue du Riou, des trois-cents logements répartis dans quatre immeubles trilobés de neuf et six étages reliés par un bâtiment de quatre étages aux toits-terrasses végétalisés et disposés autour d'une place centrale pavée de motifs géométriques et équipée de commerces, la résidence de l'Ilette du Riou.
En 1975, il crée son propre cabinet d'architecture puis en 1994 une société de promotion immobilière. Il réalise vers 1976 l'ensemble de cent logements et soixante chambres d'hôtel de la Résidence Center Bay sur dix étages, 14 avenue Guy de Maupassant et avenue Alexandre III à Antibes,. L'année suivante, en 1977, il construit La Boccador, une résidence de cent logements sur sept étages équipée de commerces, 153 avenue Francis Tonner dans le quartier de La Bocca à Cannes,. En 1980, c'est l'immeuble de cinquante logements sur sept étages de la résidence Le Goya, 13 rue Vélasquez dans le quartier de la Pointe Croisette et en 2003, la Villa Laurie, vingt appartements sur quatre étages, impasse des Bellevues et 6 avenue du Maréchal Juin à Mougins, dernière réalisation connue de Hans Barreth sur la Côte d'Azur,.

### Autres réalisations
En 1974, il construit l'ancien incinérateur de l'île Sainte-Marguerite en baie de Cannes, en collaboration avec son associé Eugène Lizero,. Tous deux sont également associés pour la construction de l'aéroport de Cannes-Mandelieu, du phare du Vieux-Port de Cannes, du centre d'entraînement de l'hippodrome de la Côte d'Azur, de la Caisse mutuelle agricole de Gap mais aussi pour des projets en Afrique : un centre d'affaires et un hôtel de trois-cents chambres à Abidjan en Côte d'Ivoire, un hôtel de deux-cent-cinquante chambres à Bangui en République centrafricaine et le plan d'aménagement d'un quartier de mille cinq-cents logements à Ndjamena au Tchad.
À partir de 1980 il réalise des projets à Los Angeles, en Égypte, en Jordanie et en Arabie saoudite. Entre 1982 et 1983 il est lauréat de trois concours internationaux d'architecture : deux villes touristiques en Arabie saoudite et un quartier à Amman en Jordanie. En 1984 il élabore le plan d'urbanisme de l'extension de la capitale tunisienne autour du lac de Tunis puis entre 1989 et 1992 celui de la nouvelle ville touristique de Itapipoca dans l'État de Ceará. En 1993, il remporte le concours pour la construction de l'hippodrome d'Abou Dhabi aux Émirats arabes unis et réalise un centre d'affaires, hôtelier et résidentiel sur quarante étages au bord de la mer Rouge à Djeddah en Arabie saoudite. Il élaborre également un projet de transformation d'un bidonville en quartiers modernes en relogeant les habitants à Mumbai en Inde et un parc écologique avec golf, port de plaisance, hôtels, commerces et logements en Andalousie. De 2004 à 2008 il réalise des projets en France, en Égypte, en Arabie saoudite, en Corée et en Espagne.